# Emerik Josipović

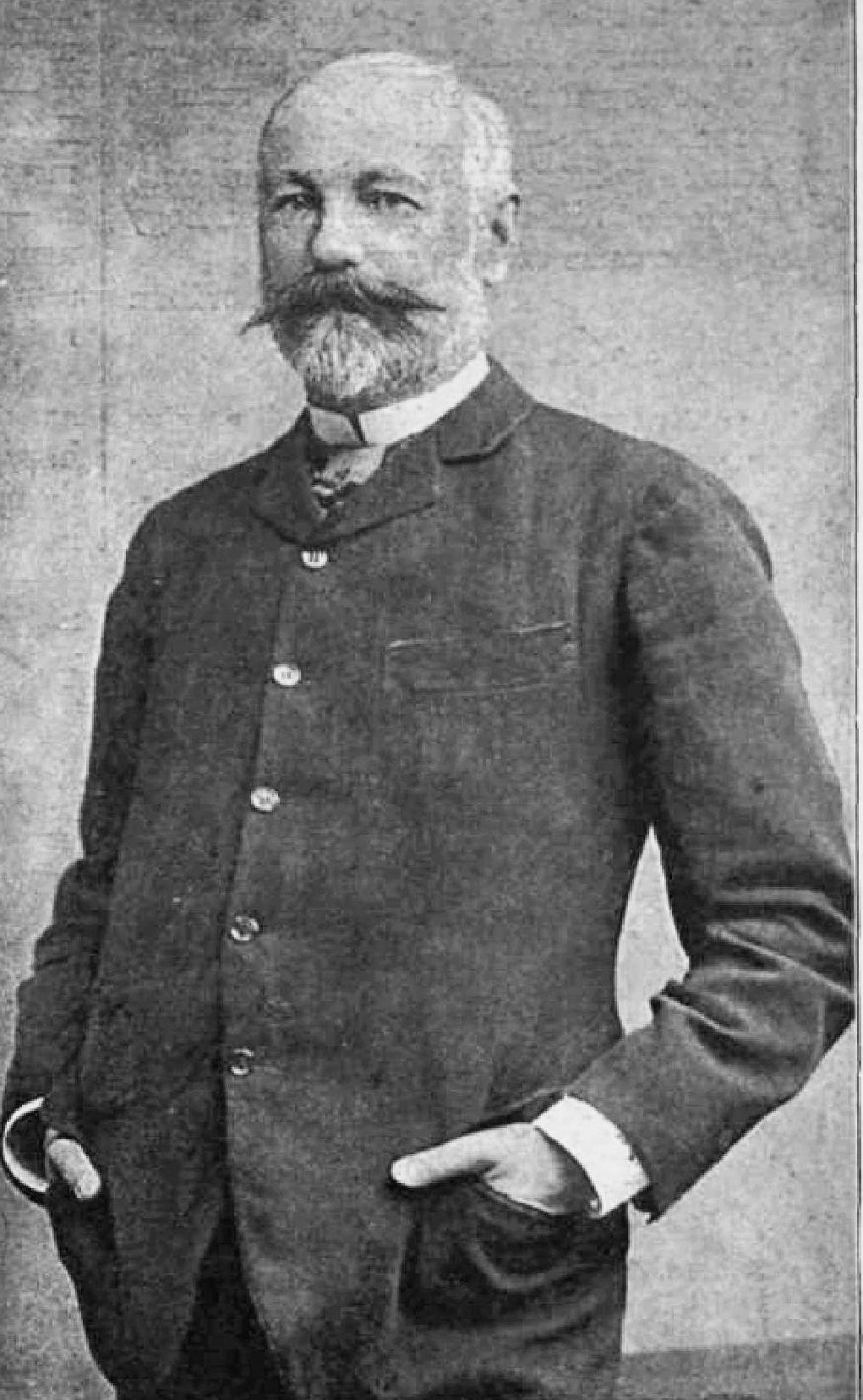
Emerik Josipović

Emerik Josipović (Hongaars: Josipovich Imre; Kurilovec, 1 september 1834 – Wenen, 30 mei 1910) was een Kroatisch politicus van de Kroatische Unionistische Partij. Hij was Hongaars minister voor Kroatische Aangelegenheden van 1889 tot 1898.

## Biografie
Hij was de zoon van Antun Josipović, die aan de kant van de Hongaren had gevochten in de Hongaarse Revolutie van 1848. Omwille hiervan werd Antun Josipović' landgoed in beslag genomen. Het werd uiteindelijk gerestitueerd, en Emerik Josipović hield zich tot in de jaren 1870 bezig met de herstelwerken aan het landgoed. Als afgevaardigde voor het comitaat Varaždin was hij lid van de Kroatische Landdag, de Sabor. Na Koloman Bedeković' dood in 1889 werd hij ook lid van de Hongaarse Rijksdag.
Dat jaar werd hij ook aangesteld als minister van Kroatische aangelegenheden in de Hongaarse regering-Kálmán Tisza, een post die hij ook in de daarop volgende regeringen-Szapáry, -Wekerle I en -Bánffy zou uitoefenen. In 1892 werd hij benoemd tot echte interne geheimraad (Hongaars: valóságos belső titkos tanácsos) en in 1906 werd hij lid van het Magnatenhuis, het Hongaarse hogerhuis. Zijn zoon Gejza Josipović werd eveneens minister voor Kroatische Aangelegenheden.
- Gemeinsame Normdatei: 1108577725
- Virtual International Authority File: 401146998376518941024